# CMC Minière
9° 37′ 50″ N, 13° 36′ 28″ O
Le Centre Médical Communal de la minère est un Centre de Santé publique de Conakry. Il est situé dans la Commune de Dixinn ,.

## Localisation
CMC de la Minière est situe entre Hamdallaye et Bellevue du côté gauche de l'autoroute Le Prince dans la commune de dixinn.